# بني احسن

بني احسن (بن حْسَنْ) قبيلة عربية مغربية تقع بجهة الغرب الشراردة بني احسن، تحدها شرقا قبيلة الشراردة، وشمالا قبيلة بني مالك (المغرب)، وغربا قبيلة سفيان وساحل المحيط الأطلسي، وجنوبا قبائل زعير وقبائل زمور، وفي الجنوب الشرقي قبيلة ڭروان.

## أصل بني حْسنْ
بني احسن في الأصل من عرب بني معقل، ذكرهم ليون الأفريقي في كتابه وصف إفريقيا باب مواطن معقل وعددهم صفحة 53: " يقطن بنو حسين (القصد بني حسن ولعله خطأ في الترجمة إلى العربية) بساحل المحيط على تخوم ماسة، وهم نحو خمسمائة فارس تجهيزهم سيء جدا. ويقيم بعضهم بأزغار رعايا لملك فاس، بينما يتمتع الأولون بالحرية ولا يخضعون لأحد."
أما بني حسن اليوم فهم حلف قبلي كبير يضم قبائل عربية من هلال كحصين من زغبة وسليم كأولاد محمد وجشم كمختار أحد فروع قبيلة سفيان وغيرهم.

## بني حسن معلمة للتصوف
تعد قبيلة بني حسن أحد معاقل التصوف بالمغرب، وأنجبت واستضافت عددا كبيرا من أعلامه الكبار أغلب سيرهم مجهولة وربما ضاعت المعلومات عن تاريخهم مع الزمن لعدم اهتمام المغاربة القدماء بهذا الأمر فاكتفى معاصروهم بذكر ما سموه بكراماتهم وأغفلوا تدوين أخبارهم وجمع أعمالهم وآثارهم، فصعب على أهل هذا العصر معرفتهم المعرفة التاريخية الصحيحة، ولعل الممارسات القبورية والتي لا يستسيغها عقل من أهم مخلفات ذلك. نذكر منهم:
- سيدي يحيى الغرب: هو أبو زكرياء يحيى بن علال الخلطي العمري المالكي البوحصيبي، وينحدر من الصحابي الجليل الخليفة عمر بن الخطاب، وهو الذي تحمل اسمه البلدة الواقعة في الشمال الشرقي لمدينة القنيطرة، وكان صالحا ناسكا وعلما من أعلام التصوف على الطريقة الجزولية، وهو والد الولي الصالح سيدي كدار دفين قبيلة الشراردة التي توفي بها سنة 1615.
- سيدي علي بن التهامي: دفين منطقة الصفافعة
- سيدي علي بوجنون: دفين إحدى ضفاف وادي سبو
- سيدي أحمد بن بوعزة روان
- سيدي المكرج البوحميدي
- سيدي محمد الشلح: دفين دار ابن العامري على وادي سبو
- سيدي العربي المصباحي
- -سيدي يشـو
- سيدي علي بن بوشتة: دفين ضواحي مدينة القنيطرة
- سيدي بوقنادل: دفين ضواحي مدينة القنيطرة
- سيدي محمد بن موسى
- سيدي البخاري
- سيدي الحاج أحمد بوغابة الشرقاوي
- سيدي مسعود بن إبراهيم
- سيدي علال الشريف
- سيدي المخفي
- سيدي عياش
- سيدي بودبزة: واسمه محمد بن الفاطمي
- سيدي بومعيزة: دفين منطقة حصين
- سيدي عبد العزيز بوخنيف
- سيدي غريب: أصله من ينبع النخيل بالجزيرة العربية
- لالة شحواطة
- لالة حجية
- لالة يطو الدكالية: دفينة منطقة الصفافعة
- سيدي محمد الدرويش: دفين مدينة مشرع بلقصيري
- سيدي سليمان: دفين مدينة سيدي سليمان الغرب

## وصلات خارجية
http://www.alnssabon.com/forumdisplay.php?f=119